# Stazione di Sankt Margrethen
La stazione di Sankt Margrethen (in tedesco Bahnhof Sankt Margrethen), o St. Margrethen, è una stazione ferroviaria a servizio del comune svizzero di Sankt Margrethen sulla linea Coira-Rorschach e sulla linea Sankt Margrethen-Lauterach, di cui è il capolinea occidentale.

## Storia
La stazione fu attivata il 1º luglio 1858, in occasione dell'apertura della tratta Coira-Rheineck della ferrovia Coira-Rorschach. Il 23 novembre 1872, con l'apertura della linea per Lauterach, diventa una stazione di frontiera tra Svizzera ed Austria, contribuendo all'economia del comune di Sankt Margrethen.

## Strutture e impianti
La stazione dispone di 3 binari dotati di marciapiede per il servizio passeggeri, oltre a diversi binari tronchi ed un breve raccordo ferroviario. È dotata di un fabbricato viaggiatori su più piani e diverse pensiline.

## Movimento
La stazione è servita da treni a cadenza semioraria sulla relazione Wattwil - Altstätten (FFS) (linea S2 della rete celere di San Gallo), a cadenza oraria per Rapperswil, Sargans e Nesslau (linea S4 della rete celere di San Gallo), a cadenza oraria sulla relazione Weinfelden - Sankt Margrethen (linea S5 della rete celere di San Gallo), da 3 treni al giorno (durante la settimana) e ogni 2 ore (nei fine settimana) sulla relazione Romanshorn - Lindau-Reutin (linea S7 della rete celere di San Gallo).
Inoltre, la stazione è servita da treni a cadenza semioraria (durante la settimana) e oraria (nei fine settimana) sulla relazione Bregenz - Sankt Margrethen (linea S3 della S-Bahn del Vorarlberg), da 6 treni al giorno (durante la settimana) sulla relazione Dornbirn - Sankt Margrethen e da 3 treni al giorno (durante la settimana) sulla relazione Feldkirch - Sankt Margrethen.
Infine, la stazione è servita da 6 treni EuroCity al giorno sulla relazione Zurigo Centrale - Monaco Centrale e da treni InterRegio 13 a cadenza oraria sulla relazione Zurigo Centrale - Coira.

## Servizi
Nella stazione sono presenti:
- Biglietteria a sportello
- Biglietteria automatica
- Sala d'attesa
- Servizi igienici
- Negozi

Sono inoltre presenti un punto Western Union, un punto per il cambio valuta, un parcheggio di interscambio per automobili e un punto di consegna/rilascio dei veicoli per il car sharing.

## Interscambi
- Fermata autobus (Sankt Margrethen SG, Bahnhof)[6]